# Homohypochaeta reclinata
Homohypochaeta reclinata là một loài ruồi trong họ Tachinidae.